# Havranek József (polgármester)
Havranek József (Székesfehérvár, 1845. január 8. – Székesfehérvár, 1917. november 3.) székesfehérvári városkapitány, polgármester, királyi tanácsos.

## Élete
Felmenői közül legkorábban Havranek Miklóst említik 1655-ből. Nemességüket 1535-ig vezetik vissza. Magyarországon az 1780-as években Havranek Vencel telepedett le, aki 1785-ben feleségül vette az óbudai származású Waltz Borbálát. 1797-ben Havranek József a magyar nemesek közé soroltatott, és I. Ferenctől ugyanazon évben címeres levelet kapott.
Édesapja Havranek Ferenc mészáros 1801-ben született Óbudán. 1826-ban feleségül vette Staub Teréziát. A koronázóvárosba az 1830-as évek elején költözött, majd 1841-ben polgárjogot szerzett. Síremlékük a székesfehérvári Csutora temetőben Jézus Krisztust ábrázolja.
A kecskeméti jogakadémia elvégzése után tisztviselői pályafutását Fejér vármegye szolgálatában kezdte. Szőgyény-Marich László főispán 1867. június 3-án nevezte ki tiszteletbeli aljegyzővé. Négy év alatt előbb esküdt, majd a sármelléki járás tiszteletbeli, utána pedig rendes szolgabírája lett. Az 1872-es tisztújításon választották városi kapitánnyá. E minőségében leleplezett egy bankjegyhamisító bandát. Az ügy országszerte beszédtéma lett. 1878. május 20-án a következő tisztújítás alkalmával is megerősítették pozíciójában, majd amikor a kormánypárti Zichy Nándor nyolc nappal a polgármesteri választások előtt visszalépett, ő szállt ringbe az „egyesült ellenzék” jelöltje, Juraszek Ferenc városi főjegyző ellen. A kényszermegoldásból 1878 szeptemberétől, amikor Szőgyény-Marich László főispán ajánlására polgármesterré választották, 30 éven át volt a város vezetője. 1908. április 9-én mondott le tisztségéről.
Utóda, Saára Gyula polgármester indítványára elhatározták arcképének megfestését.
1873-ban rendőrkapitányként kezdeményezte az Önkéntes Tűzoltóegylet létrehozását. 1876-ban aktív részvételével jött létre a Színpártoló Egylet. Námessy Ferenc 1880-as halála után a Székesfehérvári Kölcsönös Segélyező Egylet elnöki tisztét is ő látta el. 1901. november 17-én alakult meg elnökletével a Székesfehérvári Zenekedvelők Egyesülete.
Köszönhetően Havranek József és Giovanni Ciotta podesta, Fiume polgármestere baráti viszonyának, Fiume és Székesfehérvár baráti kapcsolatokat ápolt, kölcsönösen szerveztek kirándulásokat egymás városába.
Testvérei Havranek Antal, Havranek Lajos, Havranek Betti és Havranek Terézia, felesége Parányi Gulyás Amália volt.

## Emlékezete
- 1917 Székesfehérvár város díszpolgára
- Havranek József-emléktábla, Székesfehérvár[3]
- Havranek József Tűzvédelmi Alapítvány[4]
- Havranek Józsefről utca, Székesfehérvár